# اوکالیپتول
اوکالیپتول (به انگلیسی: Eucalyptol) یا سینه اُل با فرمول شیمیایی C۱۰H۱۸O یک ترکیب شیمیایی با شناسه پاب‌کم ۲۷۵۸ است. که جرم مولی آن 154.249 g/mol است. برای این ترکیب آلیِ طبیعیِ مایع و بدون رنگ نام‌های گوناگون دیگری نیز موجود است مانند:
- 1,8 Cineol
- Cineole 1,8
- Cajeputol
- 1,8-Epoxy-p-menthan
- Oxido-p-menthane
- Eucalyptole
- Trimethyl-2-oxabicyclo[2,2,2]octane
- Limonen-1,8-oxid

توجه کنید که روغن اوکالیپتوس که یک نام عمومی برای تمام روغن‌هایی ست که از اوکالیپتوس گرفته می‌شود را نباید با این ترکیب شیمیایی که نام اوکالیپتول دارد اشتباه گرفت.

## ترکیبات
اوکالیپتول تا ۹۰ درصد از اسانسِ گونه‌های ویژه‌ای از روغن اوکالیپتوس تشکیل شده و به همین جهت نیز اوکالیپتول نامیده می‌شود. اوکالیپتول را با خلوص ۹۹٫۶ تا ۹۹٫۸ درصد از تقطیر جز به جز روغن اوکالیپتوس بدست می‌آورند.

این ماده را می‌توان همچنین در درختِ کافور، برگِ خشک کرده برگِ بو، بوته چای، برنجاسف، ریحانِ شیرین، درمنه، رزماری (رومارَن یا اکلیل کوهی), مریمِ گلی، شاه دانه ساتیوا و دیگر گیاهان برگ دار دارای بوی تند یافت.
با وجود اینکه اوکالیپتول را می‌توان به عنوان خوش طعم‌کننده و به عنوان داروی گیاهی به مقدار خیلی کم استفاده کرد، اما باید دانست که مانند بسیاری از روغن‌های معطر دیگر اگراوکالیپتول بیش از اندازه استفاده شود، سَمی است.

## تأثیرهای فارماکولوژیکی
سینه اُل ۱٬۸ در شش‌ها و سینوس‌های آدمی فرایند خلط آوری را باعث می‌شود و اثر باکتری کُشی دارد. با دادن سینه اُل خالص به بیماران آسم (با کنترل یک پزشک) می‌توان کارکرد شش‌ها را بهبود بخشید. باید افزود که سینه اُل تنها درموارد ویژه‌ای حتی یک جایگزین برای داروهای کورتیکوستروییدی است. شایان ذکر است که از سینه اُل می‌توان به روش بخور دادن موضعی و با اثرات جانبی بسیار کم سود جست. همچنین در درمان بیماری مزمن انسدادی ریه موسوم به سی اُ پی دی سینه اُل خالص به عنوان یک داروی اضافی در کنار روش‌های درمانی استاندار تحت شرایطی کارکرد شش‌ها را بهینه می‌کند و به این روش تشدید بیماری را مانع می‌شود.

## روش‌های استعمال
این دارو را می‌توان به صورت قرص‌های خوراکی استفاده کرد. در این صورت این قرص در دستگاه گوارش فقط در روده باریک است که شروع به حل و سپس جذب شدن می‌کند.
سینه اُل را می‌توان همچنین به صورت بخور یا به روش دم کرده برای درمان استفاده کرد.

## آثار جانبی
مصرف سینه اُل ۱٬۸خوراکی می‌تواند مدفوع را شل و مایع کند و یک احساس تهوع نه چندان شدید ایجاد کند. آثار جانبی نامیده شده فقط در صورت استفاده خوراکی سینه اُل به وجود می‌آیند. جدای از این موارد گاهی به‌خصوص کودکان عکس‌العمل‌های آلرژیکی به مصرف سینه اُل نشان داده‌اند.

## تحقیقات علمی
- در سال ۲۰۰۴ در تحقیقات علمی ثابت شد که اوکالیپتول یک داروی مؤثر برای درمان بیماری راینو سینوزیت است. بیماران تحت درمان از کم شدن سردرد سینوزیتی، سر دردهای ناحیه پیشانی، حساسیت فشار در نقاط عصب سه قلو، همچنین بهبود وضعیت کلی و حل مشکل مسدودیت دماغ و آبریزش راینو سینوزیتی گزارش داده‌اند. در این آزمایش‌ها آثار جانبی مداوا به وسیله اوکالیپتول بسیار ناچیز گزارش داده شده‌است.[۴][۵]
- در سال ۲۰۰۳ در تحقیقات علمی ثابت شد که اوکالیپتول در ترشحات مخاطی بسیار شدید و همچنین در آسم کنترل‌کننده مفیدِ راه‌های هوایی تنفسی است. همچنین در تحقیقات پیشتر محققان ثابت کردند که اَکالیپتول متابولیسم آراشیدونیک و همچنین تولید سیتوکین را در مونوسیت آدمی سرکوب می‌کند.[۶]

## نام‌های تجارتی
به عنوان سینه اُل خالص
Soledum
به عنوان سینه اُل ترکیب شده با مواد دیگر:
GeloMyrtol (D), Rowachol (D, A), Rowatinex (D, A), Transpulmin